# Schwermaschinenbau-Kombinat „Ernst Thälmann“

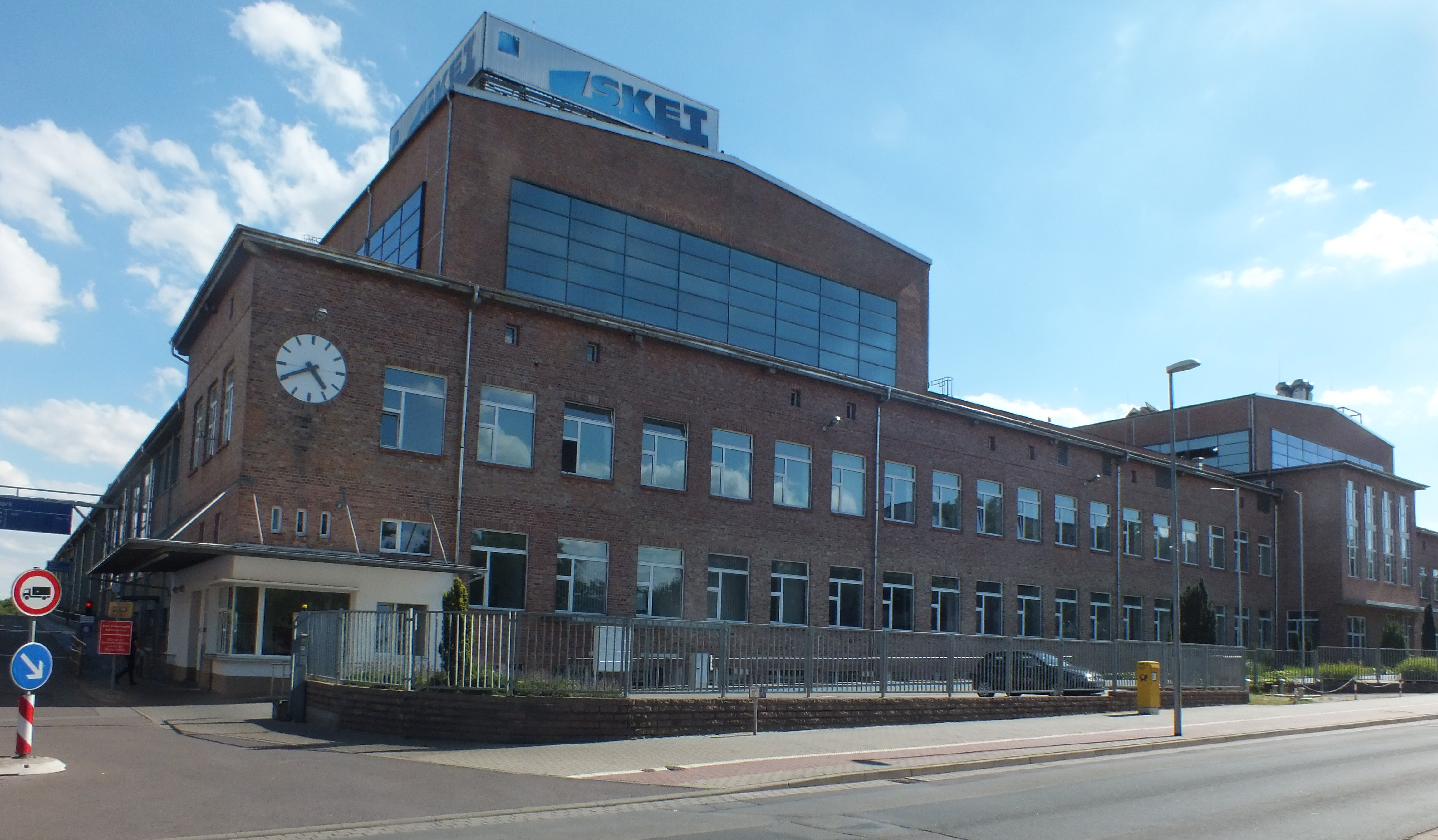
SKET-Werk in Magdeburg 2022

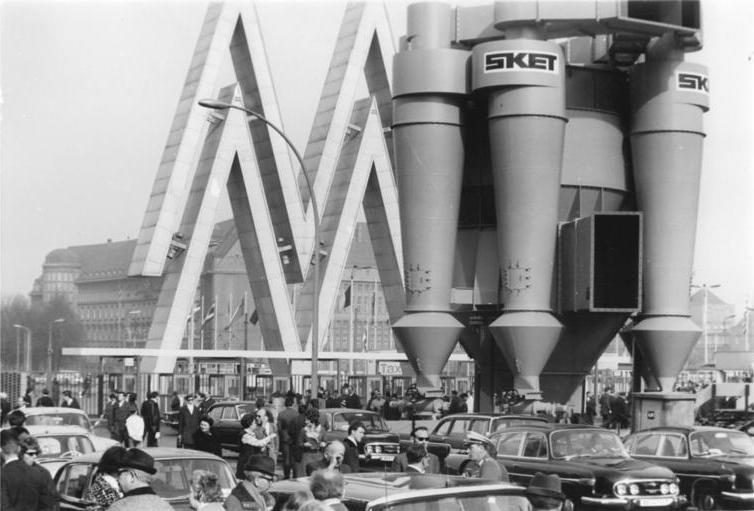
Ein Umluftsichter des SKET

Das Schwermaschinenbau-Kombinat „Ernst Thälmann“ (SKET) mit Sitz in Magdeburg war ein Kombinat der DDR, dem zahlreiche volkseigene (VEB) Maschinenbau-Betriebe mit mehreren Zehntausend Beschäftigten angehörten.

## Geschichte
Das Kombinat ging am 1. Januar 1969 aus dem am 31. Dezember 1953 gegründeten ehemaligen SAG-Betrieb VEB Schwermaschinenbau „Ernst Thälmann“ hervor. Die Wurzeln des Maschinenbaus reichen in Magdeburg bis in die erste Hälfte des 19. Jahrhunderts zurück und im Falle des SKET bis zum Grusonwerk, das 1892 von Krupp übernommen wurde. Hier waren Geschütze und seit den 1930er Jahren vor allem Panzer gebaut worden.
Nach 1945 lag zunächst die gesamte Führung des VEB Schwermaschinenbau „Ernst Thälmann“ in den Händen ehemaliger Nationalsozialisten. Eine SED-interne Analyse vermeldet 1953: „Hier erstreckt sich die ehemalige NSDAP-Zugehörigkeit auf alle einflußreichen Stellen des Betriebes, angefangen vom Werksdirektor, seinen Stellvertretern, den Direktoren, Assistenten, über den Dispatcher, Lohnbuchhalter und Oberbuchhalter bis zum Angestellten.“
Ab 1975 gehörte SKET als zentralgeleitetes Kombinat zum Verantwortungsbereich des Ministeriums für Schwermaschinen- und Anlagenbau. Weitere zentralgeleitete Kombinate des Schwermaschinenbaus können in der Liste von Kombinaten der DDR eingesehen werden.
1989 zählten 18 Betriebe mit etwa 30.000 Mitarbeitern zum Kombinat SKET.

## Produkte
Der Schwerpunkt der Produktpalette lag auf Ausrüstungen für die metallverarbeitende und Hütten-Industrie, wie komplette Walzstraßen, Großanlagen usw. Es wurden aber auch Krane und Bearbeitungsmaschinen für den allgemeinen Maschinenbau hergestellt. Der Sitz der Kombinatsleitung befand sich im gleichnamigen Stammbetrieb, dem ehemaligen Friedrich Krupp AG Grusonwerk in Magdeburg-Buckau. Unter einem Einheitslogo aus dem stilisierten Schriftzug wurden die Produkte in aller Welt verkauft.
Im Rahmen der Konsumgüterproduktion in der DDR sollte ab 1988 mit dem HCX ein Heimcomputer produziert werden. Eine Serienproduktion konnte aber aufgrund der politischen Entwicklungen in der DDR nicht mehr aufgenommen werden.

## Entwicklung des Betriebes nach Ende der DDR
Nach dem Ende der DDR wurde das Kombinat seitens der Treuhandanstalt stark verkleinert. Märkte in Osteuropa brachen weg und im Westen oder Fernost hatte Sket keine Verbündeten. Durch den Verkauf an die Investoren Carsten Oestmann und Helmut Borchert wurde das bislang fast ausschließlich im Osten aktive Unternehmen internationalisiert und war schließlich wieder weltweit vertreten. Nach heftigen Meinungsverschiedenheiten der Unternehmer mit der Treuhandanstalt bzw. deren Nachfolgeorganisation Bundesanstalt für vereinigungsbedingte Sonderaufgaben (BvS) über eine weitere aggressive Expansionsstrategie als Großanlagenbauer in China und den USA wurde der Kaufvertrag schließlich rückabgewickelt.
Am 3. Januar 1997 gründete die BvS folgende Teilgesellschaften:
- SKET Maschinen- und Anlagenbau GmbH (heute: SKET GmbH)
- SKET Maschinenbau-EDV GmbH (heute: SKET EDV GmbH, Tochtergesellschaft der data experts GmbH)
- SKET Ölmaschinen GmbH (heute: CPM SKET GmbH)
- SKET Verseilmaschinenbau GmbH
- SKET Walzwerktechnik GmbH. (heute: MWE Magdeburger Walzwerk Engineering GmbH)

Am 21. Oktober 1997 eröffnete die Europäische Kommission das Verfahren betreffend der beiden Unternehmen SKET Maschinen- und Anlagenbau GmbH und SKET Walzwerkstechnik GmbH wegen der geplanten und zum großen Teil bereits gezahlten staatlichen Beihilfen.
Die betreffenden Beihilfen in Höhe von
- 79,2 Mio. DEM (39 Mio. ECU) für SKET Maschinen- und Anlagenbau
- 128,9 Mio. DEM (63 Mio. ECU) für SKET Walzwerkstechnik

die von den deutschen Behörden als Umstrukturierungsbeihilfen angemeldet wurden und den Verkauf der Unternehmen ermöglichen sollten, wurden „hinsichtlich der Vereinbarkeit mit den gemeinschaftlichen Leitlinien für die Beurteilung von staatlichen Beihilfen zur Rettung und Umstrukturierung von Unternehmen“ angezweifelt.
Gründe waren u. a. „das Fehlen eines Beitrags von Seiten eines privaten Investors“.
1998 erfolgte die erneute Privatisierung der SKET Maschinen- und Anlagenbau GmbH durch die Investoren Aloys Wobben (Enercon, Aurich) und Heinz Buse (Logaer Maschinenbau, Leer). 2003 übertrugen Heinz Buse und Aloys Wobben ihre Anteile an der SKET Maschinen- und Anlagenbau GmbH an die Enercon GmbH.
Zum 1. Oktober 2010 wurde die SKET Maschinen- und Anlagenbau GmbH in SKET GmbH umbenannt. Das Unternehmen ist als Industriedienstleister in den Bereichen mechanische Bearbeitung von Großteilen, darunter auch als Lieferant für Enercon, und Montage tätig.

## Zugehörige Betriebe
Zum Kombinat gehörten die folgenden Betriebe:
- VEB Schwermaschinenbau „Ernst Thälmann“ Magdeburg; (Stammbetrieb)
- VEB Altmärkischer Maschinenbau Salzwedel
- VEB Apparate- und Behälterbau Teutschenthal
- VEB Drahtziehmaschinenwerk Grüna
- VEB DRAWEBA Neustadt/Orla
- VEB Entstaubungs- und Industrieanlagenbau INEX Berlin
- VEB Entstaubungstechnik „Edgar André“ Magdeburg
- VEB Forschung, Entwicklung und Rationalisierung des Schwermaschinen- und Anlagenbaus Magdeburg (FER)
- VEB Industrieofenbau Karl-Marx-Stadt
- VEB Ingenieurbetrieb für Anlagen Berlin
- VEB Kamenzer Maschinenfabrik
- VEB Maschinenbau Stendal
- VEB Schwermaschinenbau „Heinrich Rau“ Wildau
- VEB Spezialmontagen Weimar
- VEB Stahl- und Apparatebau Genthin
- VEB Zementanlagenbau Dessau

## Film
- SKET - Schwermaschinen aus Magdeburg, MDR-Dokumentation aus der Reihe Spurensuche in Ruinen, 2008